# Троїл і Крессіда
«Троїл і Крессіда» (англ. Troilus and Cressida) — трагедія англійського письменника Вільяма Шекспіра, написана приблизно 1602 року.
Драма основана на давньогрецькому циклі міфів про Троянську війну. В центрі сюжету — історія кохання сина царя Пріама Троїла й дочки троянського жерця Калхаса Крессіди.

## Дійові особи
- Пріам — цар троянський
- Пріамові сини:
  - Гектор
  - Троїл
  - Паріс
  - Деїфоб
  - Гелен
  - Маргарелон — Пріамів нешлюбний син
- Троянські ватажки:
  - Еней
  - Антенор
- Калхас — троянський жрець, перекинчик до греків
- Пандар — Крессідин дядько
- Агамемнон — грецький полководець
- Менелай — його брат
- Грецькі ватажки:
  - Ахілл
  - Аякс
  - Улісс
  - Нестор
  - Діомед
  - Патрокл
- Терсіт — потворний і безсоромний грек
- Олександр — Крессідин слуга
- Слуга Троїлів
- Слуга Парісів
- Слуга Діомедів
- Єлена — Менелаєва дружина
- Андромаха — Гекторова дружина
- Кассандра — Пріамова дочка, пророчиця
- Крессіда — Калхасова дочка
- Троянські та грецькі воїни та слуги

Діється в Трої та у грецькому таборі під містом.

## Українські переклади
Перший переклад п'єси українською мовою був здійснений Пантелеймоном Кулішем, і він входить до першого тому його перекладів з Шекспіра, виданого 1881 р. у Львові. Інший переклад, який надруковано в шеститомному зібранні творів Шекспіра видавництва «Дніпро», зробив Микола Лукаш.